# Homodes vivida
Homodes vivida är en fjärilsart som beskrevs av Achille Guenée 1852. Homodes vivida ingår i släktet Homodes och familjen nattflyn. Inga underarter finns listade i Catalogue of Life.